# 46-та фольксгренадерська дивізія (Третій Рейх)
46-та фольксгренадерська дивізія (Третій Рейх) (нім. 46. Volksgrenadier-Division) — піхотна дивізія народного ополчення (фольксгренадери), що входила до складу вермахту на завершальному етапі Другої світової війни. Дивізія сформована у березні 1945 року шляхом переформування 46-ї піхотної дивізії.

## Історія
46-та фольксгренадерська дивізія формувалася у лютому 1945 року на основі розгромленої в боях під Будапештом 46-ї піхотної дивізії. У цей момент сильно побита дивізія відступала з боями до Гран в Угорщині до річки Ваг у Словаччині. Звідси вона вирушила до Південної Моравії, де у травні 1945 року залишки дивізії здалися між Аустерліцем, Дойче-Брод, Цнаймом та Брно.

## Райони бойових дій
- Угорщина, Чехословаччина (лютий — травень 1945).

## Командування

### Командири
- генерал-лейтенант Еріх Ройтер (нім. Erich Reuter) (23 лютого — 9 травня 1945).

### Підпорядкованість
| Час      | Корпус              | Армія      | Група армій (округ)   | Штаб             |
| -------- | ------------------- | ---------- | --------------------- | ---------------- |
| 1945     |                     |            |                       |                  |
| березень | тк «Фельдхернхалле» | 8-ма армія | Група армій «Південь» | Угорщина         |
| квітень  | LXXII тк            | 8-ма армія | Група армій «Південь» | Гран             |
| травень  | XXIV тк             | 1 ТА       | Група армій «Центр»   | Південна Моравія |

### Склад
| 1944                                    |
| --------------------------------------- |
| 42-й гренадерський полк                 |
| 72-й гренадерський полк                 |
| 97-й гренадерський полк                 |
| 115-й артилерійський полк               |
| 52-й протитанковий дивізіон             |
| 46-й фузілерний батальйон               |
| 88-й інженерний батальйон               |
| 46-й батальйон зв'язку                  |
| 46-мє дивізійне управління забезпечення |